# Jussey
Jussey é uma comuna francesa na região administrativa de Borgonha-Franco-Condado, no departamento de Alto Sona. Estende-se por uma área de 33,55 km². Em 2010 a comuna tinha 1 616 habitantes (densidade: 48,2 hab./km²).